# Ahmed Zitouni
Pour les articles homonymes, voir Zitouni.
Ahmed Zitouni est un écrivain algérien francophone, né le 31 juillet 1949 à Saïda et mort le 5 juin 2024 à Aix-en-Provence.

## Biographie
Ahmed Zitouni est né en juillet 1949 à Saïda. Son enfance s'écoule sur fond de guerre d'Algérie. Élève de l'École normale d'Oran, puis d'Alger, il se destine à enseigner les mathématiques et se retrouve au Collège d'enseignement technique de Saïda.
Après deux ans de service national, il débarque à Marseille, sans objectif précis, à 24 ans. En France, il enchaîne les petits boulots : ouvrier spécialisé, veilleur de nuit, manœuvre au Club Med…, il découvre l'exclusion ordinaire, en même temps que le temps de faire ce qu'il a toujours voulu faire : écrire.
Inscrit en sciences politiques à l'Institut d'études politiques d'Aix-en-Provence, il obtient en 1980 un diplôme de troisième cycle consacré au « rôle politique de l'intellectuel ».
Nullement attiré par une carrière universitaire, il dispense des cours de culture générale, de méthodologie, de civilisation française contemporaine à l'Université, ainsi que d'autres variantes à usage sanitaire, social, et indéterminés... à destination de publics variés : adultes en formation continue, étudiants étrangers...
Ahmed Zitouni est mort le 5 juin 2024 à Aix-en-Provence,.

## Publications
- Avec du sang  déshonoré d’encre à leurs mains, roman, Éd. Robert Laffont, Paris, 1983
- Aimez-vous Brahim ?, roman, Éd. Pierre Belfond, Paris, 1986
- Attilah Fakir (Les derniers jours d’un apostropheur), roman, Éd. Souffles, Paris, 1987, Prix de l'Évènement du Jeudi
- Éloge de la Belle-Mère, essai, Éd. Robert Laffont, Paris, 1990
- La veuve et le pendu, roman, Éd. Manya, Paris, 1993
- À mourir de rire, fiction française (collection destinée à l’enseignement du français langue étrangère), Kaléïdoscope Publishers, LTD, Gyldendal Éducation, Copenhague, 1997
- Une difficile fin de moi, roman, Éd. Le Cherche–Midi, Paris, 1998
- Amour, sévices et morgue, roman, Éd. Parc, Paris, 1998
- Manosque, aller-retour, nouvelle, Éd. Autres Temps, Marseille, 1998
- Y a-t-il une vie avant la mort ? Éd. de La Différence, 2007
- Au début était le mort (La corde ou le chien) Éd. de La Différence, 2008